# Rhysipolis
Genre
Rhysipolis est un genre d'insectes Hyménoptères de la famille des Braconidae.

## Systématique
Le genre Rhysipolis a été créé en 1862 par l'entomologiste allemand Arnold Förster (1810-1884),.

## Liste d'espèces
Cette liste de 25 espèces n'est peut-être pas complète :
- Rhysipolis annulator van Achterberg & Penteado-Dias, 2002
- Rhysipolis anomalus Spencer, 1999
- Rhysipolis bicarinator Belokobylskij, 1986
- Rhysipolis chiapas Spencer, 1999
- Rhysipolis decorator (Haliday, 1836)
- Rhysipolis enukidzei Tobias, 1976
- Rhysipolis flavicoxa (Tobias, 1964)
- Rhysipolis hariolator (Haliday, 1836)
- Rhysipolis longulus Papp, 1996
- Rhysipolis maritimus Spencer, 1999
- Rhysipolis meditator (Haliday, 1836)
- Rhysipolis mongolicus Belokobylskij, 1985
- Rhysipolis muesebecki Spencer, 1999
- Rhysipolis oculator Belokobylskij, 1986
- Rhysipolis pallipes (Provancher, 1888)
- Rhysipolis parnarae Belokobylskij & Vu, 1988
- Rhysipolis platygaster Spencer, 1999
- Rhysipolis setmus Papp, 1987
- Rhysipolis sonorus Spencer, 1999
- Rhysipolis stenodes Spencer, 1999
- Rhysipolis taiwanicus Belokobylskij, 1988
- Rhysipolis temporalis Belokobylskij, 1986
- Rhysipolis townesi Belokobylskij, 1988
- Rhysipolis variabilis (Szepligeti, 1896)
- Rhysipolis varicoxa (Thomson, 1892)

## Espèces fossiles
Selon Paleobiology Database en 2022, ce genre n'est représenté que par une seule espèce fossile :
- †Rhysipolis distinctus Théobald, 1937[3].

### Publication originale
- (de) Dr. Förster, « Synopsis der Familien und Gattungen der Braconen », Verhandlungen des Naturhistorischen Vereines der Preussischen Rheinlande und Westphalens, Allemagne, vol. 19,‎ 1862, p. 225-288 (lire en ligne, consulté le 13 décembre 2022). .